# دیانا پس از حمام
دیانا پس از حمام (به فرانسوی: Diane sortant du bain) یک نقاشی رنگ روغن روی بوم اثری از نقاش فرانسوی، فرانسوا بوشه (۲۹ سپتامبر ۱۷۰۳ — ۳۰ مه ۱۷۷۰) است که در سال ۱۷۴۲ میلادی در ابعاد (۷۳ × ۵۷ سانتیمتر) طرح گردید این اثر هم اینک در موزه لوور در پاریس نگهداری می‌شود.